# Франклин (округ, Канзас)
Фра́нклин (англ. Franklin County) — округ в США, штате Канзас. Официально образован 25 августа 1855 года. По состоянию на 2010 год, численность населения составляла 25 906 человек. Получил своё название в честь американского политического деятеля Бенджамина Франклина.

## География
По данным Бюро переписи США, общая площадь округа равняется 1 494 км², из которых 1 486 км² суша и 7 км² или 0,49 % это водоёмы.

## Население
По данным переписи населения 2000 года в округе проживает 24 784 жителя в составе 9 452 домашних хозяйств и 6 720 семей. Плотность населения составляет 17,000 человек на км2. На территории округа насчитывается 10 229 жилых строений, при плотности застройки 7 строений на км2. Расовый состав населения: белые — 95,05 %, афроамериканцы — 1,21 %, коренные американцы (индейцы) — 0,94 %, азиаты — 0,31 %, представители других рас — 0,78 %, представители двух или более рас — 1,71 %. Испаноязычные составляли 2,62 % населения независимо от расы.
В составе 34,70 % из общего числа домашних хозяйств проживают дети в возрасте до 18 лет, 58,10 % домашних хозяйств представляют собой супружеские пары проживающие вместе, 8,90 % домашних хозяйств представляют собой одиноких женщин без супруга, 28,90 % домашних хозяйств не имеют отношения к семьям, 24,80 % домашних хозяйств состоят из одного человека, 11,30 % домашних хозяйств состоят из престарелых (65 лет и старше), проживающих в одиночестве. Средний размер домашнего хозяйства составляет 2,56 человека, и средний размер семьи 3,04 человека.
Возрастной состав округа: 27,50 % моложе 18 лет, 8,90 % от 18 до 24, 28,30 % от 25 до 44, 21,20 % от 45 до 64 и 21,20 % от 65 и старше. Средний возраст жителя округа 36 лет. На каждые 100 женщин приходится 98,30 мужчин. На каждые 100 женщин старше 18 лет приходится 94,10 мужчин.
Средний доход на домохозяйство в округе составлял 39 052 USD, на семью — 45 197 USD. Среднестатистический заработок мужчины был 31 223 USD против 22 992 USD для женщины. Доход на душу населения составлял 17 311 USD. Около 5,60 % семей и 7,70 % общего населения находились ниже черты бедности, в том числе — 8,40 % молодёжи (тех, кому ещё не исполнилось 18 лет) и 7,30 % тех, кому было уже больше 65 лет.